# Жанхотеко
Жанхоте́ко (кабард.-черк. Жанхъуэтекъуэ, карач.-балк. Жанхотия) — село в Баксанском районе Кабардино-Балкарской Республики.
Образует муниципальное образование «сельское поселение Жанхотеко», как единственный населённый пункт в его составе.

## География
Селение расположено в юго-западной части Баксанского района, на левом берегу реки Баксан. Находится в 30 км к юго-западу от районного центра Баксан и в 55 км к западу от города Нальчик. Через село проходит региональная автотрасса А-158 «Прохладный—Баксан—Эльбрус», ведущая в национальный парк Приэльбрусье.
Общая площадь территории сельского поселения составляет — 9,40 км2.
Граничит с землями населённых пунктов: Заюково на северо-востоке, Кёнделен на северо-западе, Бедык на юге и Лашкута на востоке, на противоположном берегу реки Баксан.
Населённый пункт расположен в переходной от предгорной в горную зоне республики. Рельеф местности представляет собой горные гряды и хребты, изрезанные узкими ущельями и балками. Средние высоты на территории поселения составляют около 850 метров над уровнем моря. Абсолютные превышают отметки в 1250 метров. Окрестности села покрыты густым лесным массивом и альпийскими лугами. На территории сельского поселения имеется множество пещер и гротов.
Гидрографическая сеть представлена рекой Баксан, в которую в пределах села впадают левые притоки — Жанхотеко и Хаюко. 
Климат влажный умеренный, с тёплым летом и прохладной зимой. Среднегодовая температура воздуха составляет около +6,5°С, и колеблется от средних +17,5°С в июле, до средних −5,0°С в январе. Среднегодовое количество осадков составляет около 1500 мм. Основное количество осадков выпадает в период с апреля по июль. 

## Этимология
Название села исходит из кабардинской исторической повести, в которой говорится о кабардинском князе Жанхоте, который отбиваясь от своих врагов из рода Касаевых, укрылся в одном из ущелий, находящемся в окрестностях современного села. В этом небольшом ущелье находится и скала с пещерой, где отбивался герой и откуда в последующем был сброшен. Впоследствии пещера и ущелье речки были названы в его память, а спустя время и село, образованное рядом с ними. Само слово Жанхотеко (кабард.-черк. Жанхъуэтекъуэ) в переводе с кабардинского языка означает — «ущелье (или долина) Жанхота».

## История
Село основано в 1927 году на месте пастбищных угодий села Заюково. Первые переселенцы были выходцами из селения Заюково, впоследствии из села Кёнделен также переселились много семей.
В годы Великой Отечественной войны, село около двух месяцев было оккупировано немецкими войсками. После вывода немцев из села, началось его восстановление.
В марте 1944 года балкарская часть населения села была депортирована в Среднюю Азию. В 1957 году балкарцы были реабилитированы Верховным Советом СССР и им было разрешено вернутся в свои прежние места проживания. При возвращении многие балкарцы, жившие прежде в верховьях Баксанского ущелья, предпочли осесть в предгорной зоне республики, в том числе в селе Жанхотеко.
В 1992 году Жанхотековский сельсовет был реорганизован и преобразован в Жанхотековскую сельскую администрацию. В 2005 году Жанхотековская сельская администрация была преобразована в муниципальное образование, со статусом сельского поселения.

## Население
| 2002  | 2010  | 2012  | 2013  | 2014  | 2015  | 2016  |
| ----- | ----- | ----- | ----- | ----- | ----- | ----- |
| 1345  | ↗1352 | ↘1335 | ↘1319 | ↘1308 | ↘1303 | ↗1313 |
| 2017  | 2018  | 2019  | 2020  | 2021  | 2023  | 2024  |
| ↘1296 | ↘1282 | ↗1285 | ↘1261 | ↘1239 | ↘1231 | ↗1232 |
| 2025  |       |       |       |       |       |       |
| ↗1245 |       |       |       |       |       |       |

Плотность — 132.45 чел./км2.
За межпереписной период (с 2010 по 2021 год) население села сократилось на 113 чел. (- 8,36 %).
Национальный состав
По данным Всероссийской переписи населения 2021 года:
| Народ                | Численность, чел. | Доля от всего населения, % |
| -------------------- | ----------------- | -------------------------- |
| балкарцы             | 706               | 56,98 %                    |
| кабардинцы (черкесы) | 517               | 41,73 %                    |
| * кабардинцы         | 499               | 40,27 %                    |
| * черкесы            | 18                | 1,45 %                     |
| другие               | 16                | 1,29 %                     |
| нет / не указано     | 0                 | 0                          |
| всего                | 1239              | 100 %                      |

## Местное самоуправление
Администрация сельского поселения Жанхотеко — село Жанхотеко, ул. Пролетарская, 49.
Структуру органов местного самоуправления сельского поселения составляют:
- Исполнительно-распорядительный орган — Местная администрация сельского поселения Жанхотеко. Состоит из 7 человек.
  - Глава администрации сельского поселения — Хамурзов Заурбий Кашифович (с 6 августа 2018 года).
- Представительный орган — Совет местного самоуправления сельского поселения Жанхотеко. Состоит из 9 депутатов, избираемых на 5 лет.
  - Председатель Совета местного самоуправления сельского поселения — Хамурзов Заурбий Кашифович.

## Образование
- МКОУ Средняя общеобразовательная школа — ул. Заречная, 7.
- МДОУ Начальная школа Детский сад — ул. Заречная, 17.

## Здравоохранение
- Участковая больница — ул. Пролетарская, 34.

## Культура
- Сельский Дом Культуры — ул. Пролетарская, 34 «а».

Общественно-политические организации
- Совет старейшин
- Общественный Совет села

## Ислам
- Сельская мечеть — ул. Мира, 2.

## Улицы
На территории села зарегистрировано 9 улиц и 1 переулок:

| Гагарина          |
| Заречная          |
| Мира              |
| Школьный переулок |

| Молодёжная   |
| Октябрьская  |
| Партизанская |

| Подгорная    |
| Пролетарская |
| Строительная |

## Известные уроженцы
- Нахушев Заурби Ахмедович — депутат Государственной Думы России.
- Геккиев Казбек Ахматович — журналист и телеведущий КБ ГТРК. Убит в декабря 2012 года членами местного экстремистского движения[22]